# 仰城温泉駅
仰城温泉駅（アンソンオンチョンえき）は、大韓民国忠清北道忠州市にある韓国鉄道公社（KORAIL）の鉄道駅である。

## 駅構造

### のりば
| 1 | 中部内陸線 | KTX-イウム | 夫鉢方面 |
| 2 | 中部内陸線 | KTX-イウム | 忠州方面 |

## 路線
- 韓国鉄道公社
  - 中部内陸線

## 歴史
- 2021年12月31日 - 開業。

## 隣の駅
韓国鉄道公社
中部内陸線
甘谷長湖院駅 - 仰城温泉駅 - （金加信号場） - 忠州駅